# ソーニャ・ハートネット
ソーニャ・ハートネット（Sonya Hartnett、1968年2月23日 – ）は、オーストラリアの児童文学作家である。

## 経歴
1968年、ビクトリア州で生まれる。
2002年にガーディアン賞、2008年にアストリッド・リンドグレーン記念文学賞を受賞した。

## 受賞歴
- ガーディアン賞　2002年　（Thursday's Child(『木曜日に生まれた子ども』)に対して）
- アストリッド・リンドグレーン記念文学賞　2008年

## 主な作品
- Trouble All The Way (1984)
- Sparkle and Nightflower (1986)
- The Glass House (1990)
- Wilful Blue (1994)
- Sleeping Dogs (1995)
- en:Black Foxes (1996)
- en:The Devil Latch (1996)
- Princes (1997)
- All My Dangerous Friends (1998)
- Stripes Of The Sidestep Wolf (1999)
- Thursday's Child（『木曜日に生まれた子ども』） (2000)
- Forest (2001)
- en:Of a Boy(What the Birds See)（『小鳥たちが見たもの』） (2002)
- en:The Silver Donkey（『銀のロバ』） (2004)
- Surrender（『サレンダー』） (2005)
- The Ghost's Child (2007)
- Sadie and Ratz (2008)
- Butterfly (2009)

Cameron S. Redfern名義
- Landscape with Animals (2006)

## 日本語訳された作品
- 『木曜日に生まれた子ども』金原瑞人訳、河出書房新社、2004年
- 『銀のロバ』野沢佳織訳、主婦の友社、2006年
- 『小鳥たちが見たもの』金原瑞人、田中亜希子共訳、河出書房新社、2006年
- 『サレンダー』金原瑞人、田中亜希子共訳、河出書房新社、2008年